# Monumenta Asiae Minoris Antiqua
Monumenta Asiae Minoris Antiqua (Abkürzung MAMA) ist der Titel einer altertumswissenschaftlichen Publikationsreihe, die als Grundlagenwerk vor allem epigraphische, aber auch archäologische Denkmäler aus Kleinasien publizierte. Ziel war es, „to make available facsimile records of monuments, mostly of the Roman and Early Byzantine periods, surviving above the surface of the soil in a number of selected areas“.

## Geschichte
Hinter dem Projekt standen die Epigraphiker Willam Hepburn Buckler und William Moir Calder, die in der Nachfolge von William Mitchell Ramsay in großem Umfang epigraphisch-geographische Forschungen in Kleinasien durchführen wollten. 
Am 23. April 1923 beschlossen Buckler, Isaiah Bowman, William L. Westermann und David Magie, die alle vier an der Pariser Friedenskonferenz 1919 teilgenommen hatten, sowie Clark Wissler und Harold W. Bell, die mit Buckler an der amerikanischen Ausgrabung in Sardes teilgenommen hatten, die Gründung einer Vereinigung zur Förderung solcher Unternehmen. Finanzielle Unterstützung erhielten sie von John D. Rockefeller, Jr., daher sollte das Projekt zunächst „The Rockefeller Epigraphical Survey of Asia Minor“ heißen, letztendlich kam es zu dem Namen „American Society for Archaeological Research in Asia Minor“. Ziel war die Förderung von Forschungsreisen und deren Publikation.
Eine erste Versuchsreise unternahmen W. H. Buckler, W. M. Calder und Christopher Cox im Juni und Juli 1924 nach Ikonion, Lykaonien und Isaurien, Kotiaeion, Zentralphrygien und das Tembris-Tal. Die erste von der American Society for Archaeological Research in Asia Minor geförderte Reise unternahm William M. Calder im Frühjahr 1925 mit R. K. Law und P. L. McDougall. Im Herbst 1925 fand eine von der Society unterstützte österreichische Forschungsreise nach Kilikien statt, geleitet von Josef Keil und Adolf Wilhelm, begleitet von Franz Miltner und als Topograph Josef Storozynski.
William M. Calder unternahm in den folgenden Jahren mehrere weitere Reisen: 1926 mit Richard Pares, 1932 mit W. K. C. Guthrie, 1933 mit L. I. Highby und J. C. Watson, 1934 mit L. I. Highby und A. B. Birnie und 1936 mit L. I. Highby.
Christopher Cox unternahm 1925 mit J. R. Cullen eine Reise in Phrygien in die Gegend westlich von Kotiaeion, 1926 eine weitere Reise mit A. Cameron südlich nach Appia und in das obere Tembris-Tal und 1931 eine letzte Reise, mit A. Cameron und C. E. Stevens, zu Orten in der Provinz Eskişehir.
Auch die erste epigraphische Reise von Louis Robert in Kleinasien 1933 wurde von der Society gefördert.
Calder unternahm 1951 mit Ian Mapherson eine erneute Reise in Kleinasien, 1954 mit Michael Ballance eine weitere Reise, Ballance 1955, 1956 und 1957 drei weitere.
Die Bände I bis VIII erschienen zwischen 1928 und 1962 und damit sollte die Reihe abgeschlossen sein. Sie wurde jedoch fortgesetzt mit auf den Reisen gesammelten Material, die Bände IX und X erschienen 1988 und 1993 mit Material aus dem Nachlass von Christopher Cox, der abschließende Band XI 2013 mit Material aus dem Nachlass von Michael Ballance.

## Bände
- Band I: W. M. Calder: Monumenta Asiae Minoris Antiqua. Manchester University Press, Manchester 1928 (Digitalisat).
- Band II: Ernst Herzfeld, Samuel Guyer: Meriamlik und Korykos. Zwei christliche Ruinenstätten des Rauhen Kilikiens. Manchester University Press, Manchester 1930.
- Band III: Josef Keil, Adolf Wilhelm: Denkmäler aus dem rauhen Kilikien. Manchester University Press, Manchester 1931.
- Band IV: W. H. Buckler, W. M. Calder, W. K. C. Guthrie: Monuments and Documents from Eastern Asia and Western Galatia. Manchester University Press, Manchester 1928 (Digitalisat).
- Band V: C. W. M. Cox, A. Cameron: Monuments from Dorylaeum and Nacolea. Manchester University Press, Manchester 1937 (Digitalisat).[17]
- Band VI: W. H. Buckler, W. M. Calder: Monuments and documents from Phrygia and Caria. Manchester University Press, Manchester 1939 (Digitalisat).
- Band VII: William M. Calder: Documents from Easter Phrygia. Manchester University Press, Manchester 1956 (Digitalisat).
- Band VIII: William M. Calder, J. M. R. Cormack: Monuments from Lycaonia, the Pisido-Phrygian borderland, Aphrodisias. With contributions from M. H. Ballance and M. R. E. Gough. Manchester University Press, Manchester 1962 (Digitalisat).
- Band IX: B. Levick, S. Mitchell, J. Potter, Marc Waelkens: Monuments from the Aezanitis. Recorded by C. W. M. Cox, A. Cameron, and J. Cullen. Society for the Promotion of Roman Studies, London 1988 (Digitalisat).
- Band X: B. Levick, S. Mitchell, J. Potter, M. Waelkens: Monuments from the Upper Tembris Valley, Cotiaeum, Cadi, Synaus, Ancyra and Tiberiopolis. Recorded by C. W. M. Cox, A. Cameron, and J. Cullen. Society for the Promotion of Roman Studies, London 1993, ISBN 0-907764-185 (Digitalisat).
- Band XI: Peter Thonemann: Monuments from Phrygia and Lykaonia. Recorded by M. H. Ballance, W. M. Calder, A. S. Hall, and R. D. Barnett. Society for the Promotion of Roman Studies, London 2013, ISBN 978-0-907764-38-0 (Digitalisat; Online-Fassung).